# Bockerlbahn Bürmoos
| Bockerlbahn Bürmoos                        | Bockerlbahn Bürmoos |
| ------------------------------------------ | ------------------- |
| Lokomotive, 2 Torfloren und 1 Personenlore |                     |
| Streckenlänge:                             | max. 24 km          |
| Spurweite:                                 | 600 mm (Schmalspur) |
|                                            |                     |

Die Bockerlbahn Bürmoos, auch Torfbahn Bürmoos, vor Ort kurz Bockerlbahn genannt, war eine von 1882 bis 2000 betriebene, in Summe 24 Kilometer lange Feldbahn in den Salzburger Gemeinden Lamprechtshausen, Bürmoos und Sankt Georgen bei Salzburg im Norden des Bundeslandes Salzburg. Die Bockerlbahn diente dem Abtransport des Torfes, der im Bürmooser Moor und im Weidmoos abgebaut wurde. Heute existieren nur noch wenige Reste der Anlage sowie eine zu touristischen Zwecken neu errichtete Strecke, die mit Originalwagen befahren wird.

## Geschichte
Ab den 1850er Jahren wurde im Bürmooser Moor, das damals noch in Teilen zu den Gemeinden Sankt Georgen bei Salzburg und Lamprechtshausen gehörte, sowie ab 1896 im Weidmoos (heute noch aufgeteilt auf diese Gemeinden) Torf abgebaut. Zum Transport des abgebauten Materials wurde ab 1882 ausgehend vom heutigen Bürmooser Ortsteil Zehmemoos eine Feldbahn eingerichtet, da mit der Errichtung einer neuen Glashütte vermehrt Torf als Brennstoff aus weiter entfernten Gebieten herangebracht werden musste. Auch wurden später eine Torfstreufabrik errichtet sowie der Torf zusätzlich zu einem Handelsgut mit weiter entfernten Gegenden. Ein Vorteil der Bahn war auch, dass der Torf auf dem weichen Untergrund mit weniger Achsdruck vorangebracht werden konnte als mit Fuhrwerken. Die Wagen der Bahn wurden bis 1895 von Pferden gezogen, danach wurden Lokomotiven eingesetzt. Mit der Eröffnung der Bahnstrecke Salzburg–Lamprechtshausen (Salzburger Lokalbahn) 1896, die anfangs nur als Güterbahn vorgesehen war, wurde der Weitertransport des gehandelten Torfes immens erleichtert, wenngleich auch ein Umladen von der schmalspurigen Bockerlbahn auf die normalspurige Güterbahn notwendig war.
Im 20. Jahrhundert wurde die Feldbahn hauptsächlich um 1910 sowie nach dem Zweiten Weltkrieg und Mitte der 1960er Jahre wesentlich erweitert. Bestand hatte die Bahn bis zum Ende der Torfgewinnung im Jahr 2000. Ende Juni des Jahres wurde der letzte Transport getätigt, im Oktober der Betrieb endgültig eingestellt. Nach dem Verkauf der Lokomotiven wurden im Zuge der Renaturierung des Bürmooser Moores durch den Torferneuerungsverein Bürmoos die Gleisanlagen im Wesentlichen abgebaut oder sich selbst überlassen wie etwa im Weidmoos, wo noch Gleisreste zu sehen sind.

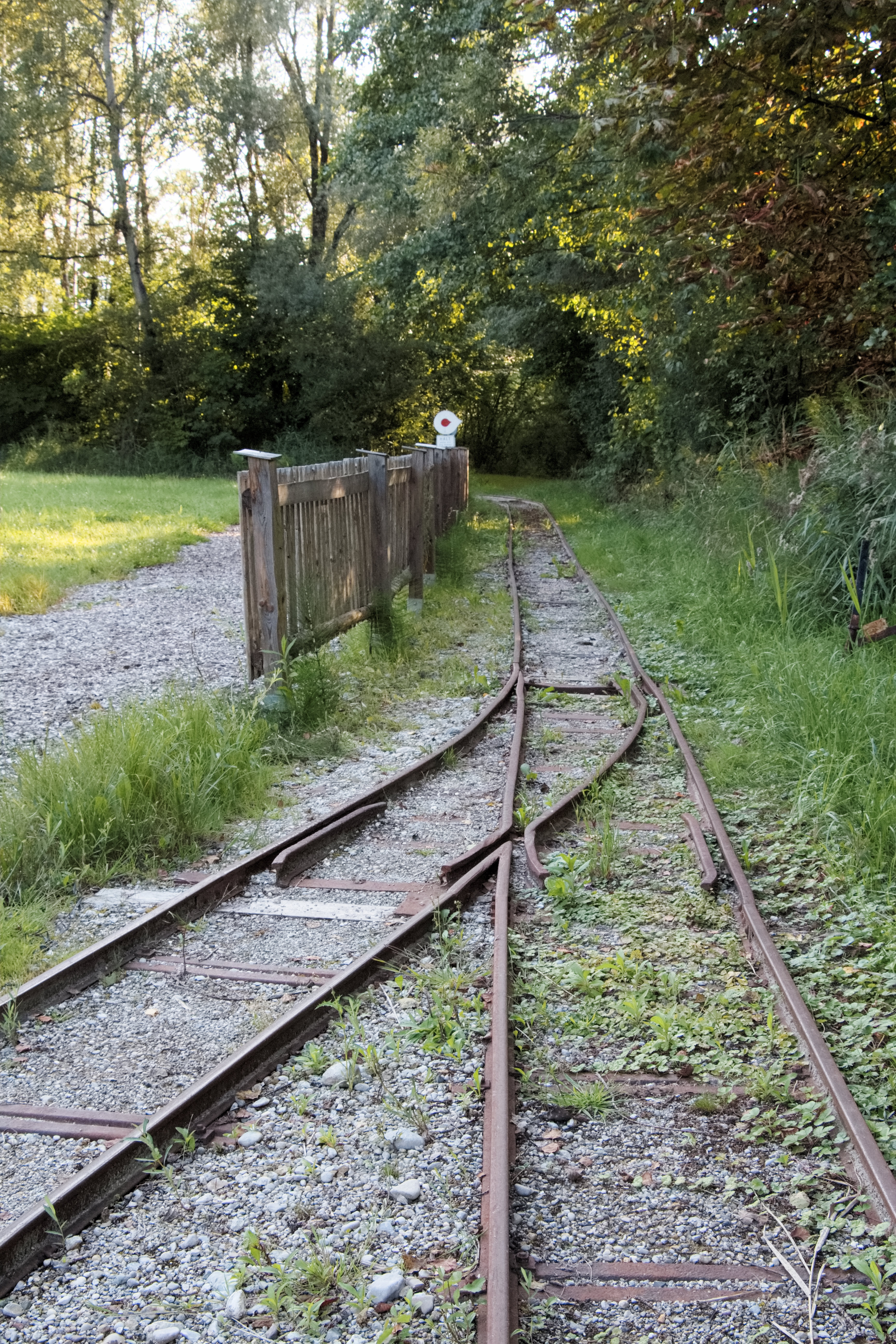
Wiedererrichtetes Gleis

In den 1960er Jahren war die Torfbahn einige Male auch für Ausflugsfahrten in Anspruch genommen worden. Ein Versuch in den späteren 2000er Jahren, einen Teil der Strecke zum einen als Industriedenkmal zu erhalten, zum anderen erneut zu touristischen Zwecken in Form von allgemeinen Publikumsfahrten zu reaktivieren, hatte keinen Erfolg. Ein neuerlicher Anlauf in bescheideneren Ausmaß wurde 2017 gestartet. An wenigen Tagen im Jahr werden Fahrten mit Originalwagen auf einer neu errichteten, rund 400 Meter langen Rundstrecke im Bürmooser Moor angeboten.

## Schienennetz
Ausgehend von der Entladestelle in Zehmemoos, wo sich etwa im Bereich der heutigen Haltestelle dieses Namens auch ein Torflager befand, wurde eine erste Strecke mit 600 Millimetern Spurweite in nördliche Richtung erbaut. Ab etwa 1910, als der vermehrte Torfabbau im Weidmoos einsetzte, wurde das Gleis bis knapp vor die oberösterreichische Landesgrenze auf rund sechs Kilometer verlängert. Am Endpunkt entstand dann ein verzweigtes Netz weiter zu den einzelnen Abbaupunkten, sodass sich in Summe eine Streckenlänge von 14 Kilometern ergab.
1947 übernahmen die damaligen Österreichischen Stickstoffwerke den Torfabbau, womit eine maschinelle Gewinnung und eine erneute Erweiterung der Feldbahn einherging. Etwa zwei Kilometer vom südlichen Endpunkt wurde eine Abzweigung nach Westen in den sogenannten Rodinger Winkel errichtet, wo sich dann ebenfalls weitere Verzweigungen ergaben. Die größte Ausdehnung des Netzes betrug zur Zeit des maschinellen Torfabbaus ab den späten 1960er Jahren 24 Kilometer.

## Rollmaterial
Der Fuhrpark bestand über die Zeit aus insgesamt 14 Lokomotiven, fünf Personenwagen und circa 150 Güterloren. Dazu kamen einige Sonderfahrzeuge wie Kesselloren und ein Schienenrasenmäher. Die Lokomotiven waren folgende:
| Name    | Hersteller | Fabrikat-Nr. | Leistung in PS | max. Geschwindigkeit in km/h |
| ------- | ---------- | ------------ | -------------- | ---------------------------- |
| Gebus   | GEBUS      | 527/51       | 25             | 16                           |
| Emma    | Gmeinder   | 3351/41      | 24             | 12                           |
| Eva     | Gmeinder   | 3455/41      | 24             | 12                           |
| Erna    | Gmeinder   | 3592/41      | 24             | 12                           |
| Ella    | Gmeinder   | 3754/42      | 24             | 12                           |
| Olga    | Jung       | 7993/38      | 12             | 13                           |
| Dora    | Jung       | 8178/31      | 12             | 13                           |
| Rosa    | Jung       | 8341/41      | 12             | 8                            |
| Inge    | Jenbacher  | 2045/51      | 20             | 12                           |
| Ilse    | Jenbacher  | 2085/52      | 20             | 12                           |
| Ida     | Jenbacher  | 2199/57      | 20             | 12                           |
| Cabrio  | Diema      | 2083/57      | 22             | 3,3                          |
| Diema I | Diema      | 2441/61      | 28             | 4,3                          |
| Emma II | Diema      | 4453/80      | 47             | 6                            |

Die Lokomotive Olga wurde zur Gänze verschrottet, Emma teilweise und Teile kamen zur Maschine Emma II. Die anderen Lokomotiven wurden an Einrichtungen und Privatpersonen verkauft, Eva und Emma II sind im Besitz der Gemeinde Bürmoos.

## Galerie

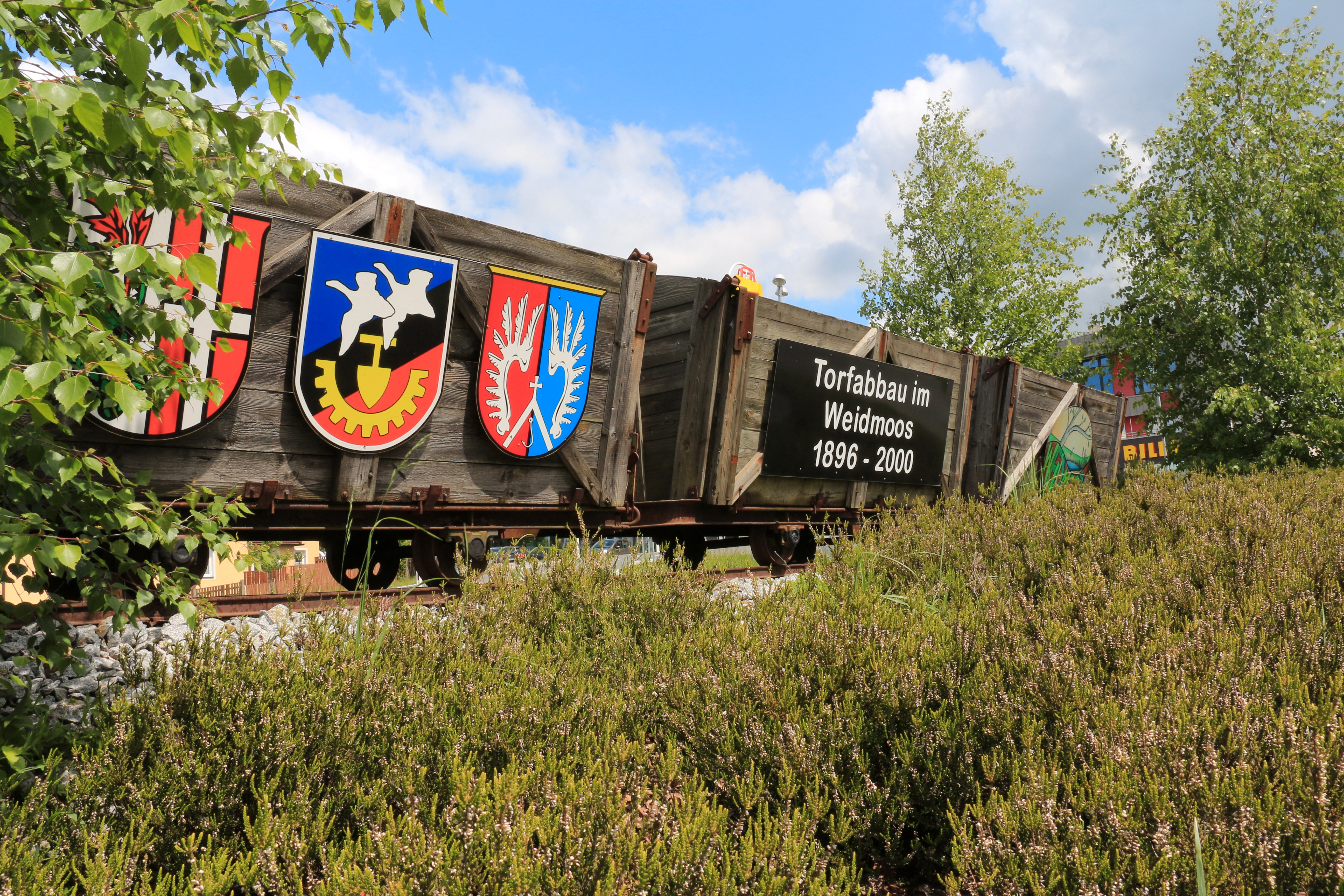
Im Kreisverkehr Lamprechtshausen ausgestellte Torfloren
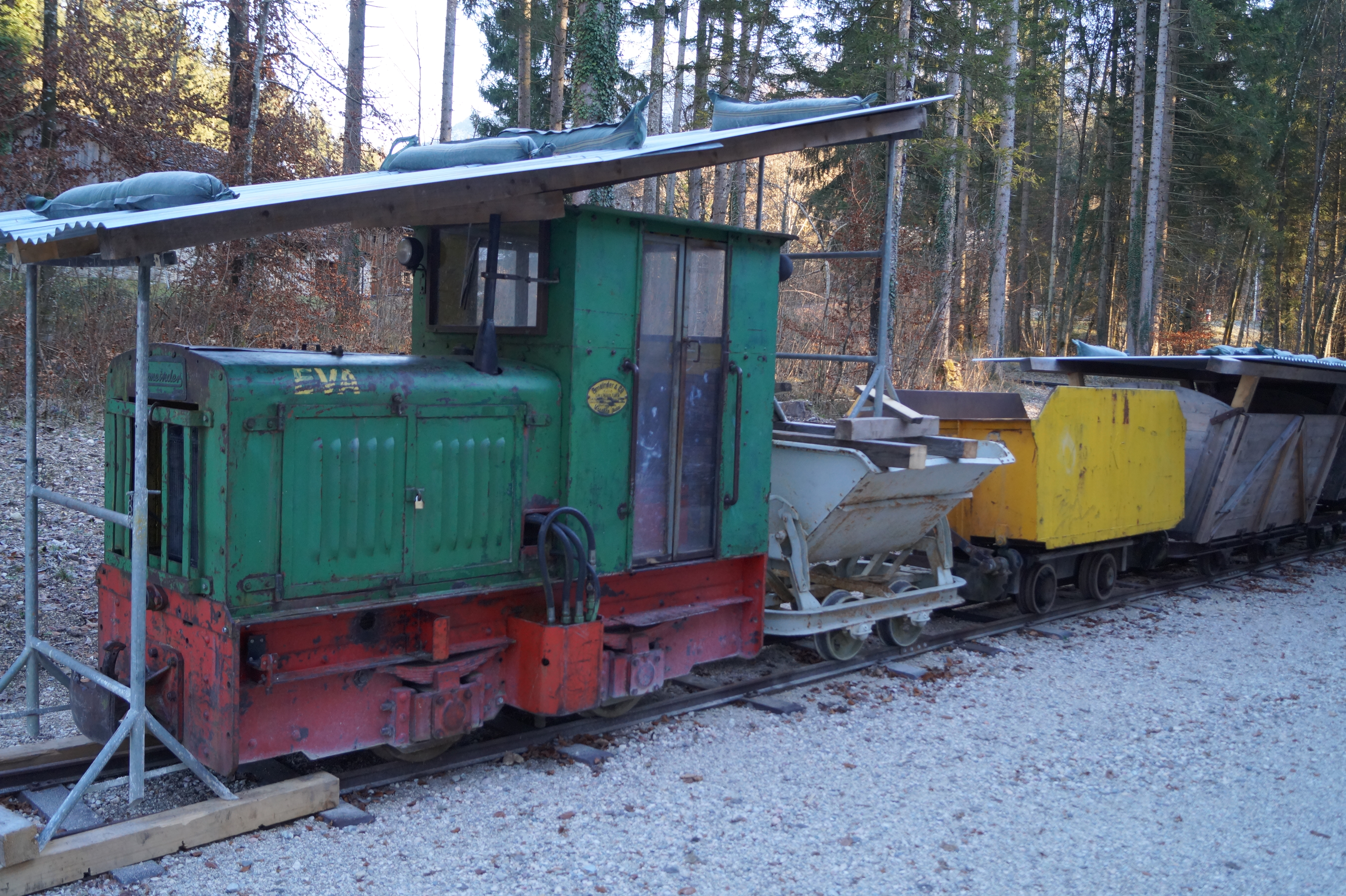
Lokomotive Eva im Salzburger Freilichtmuseum (heute in Bürmoos)
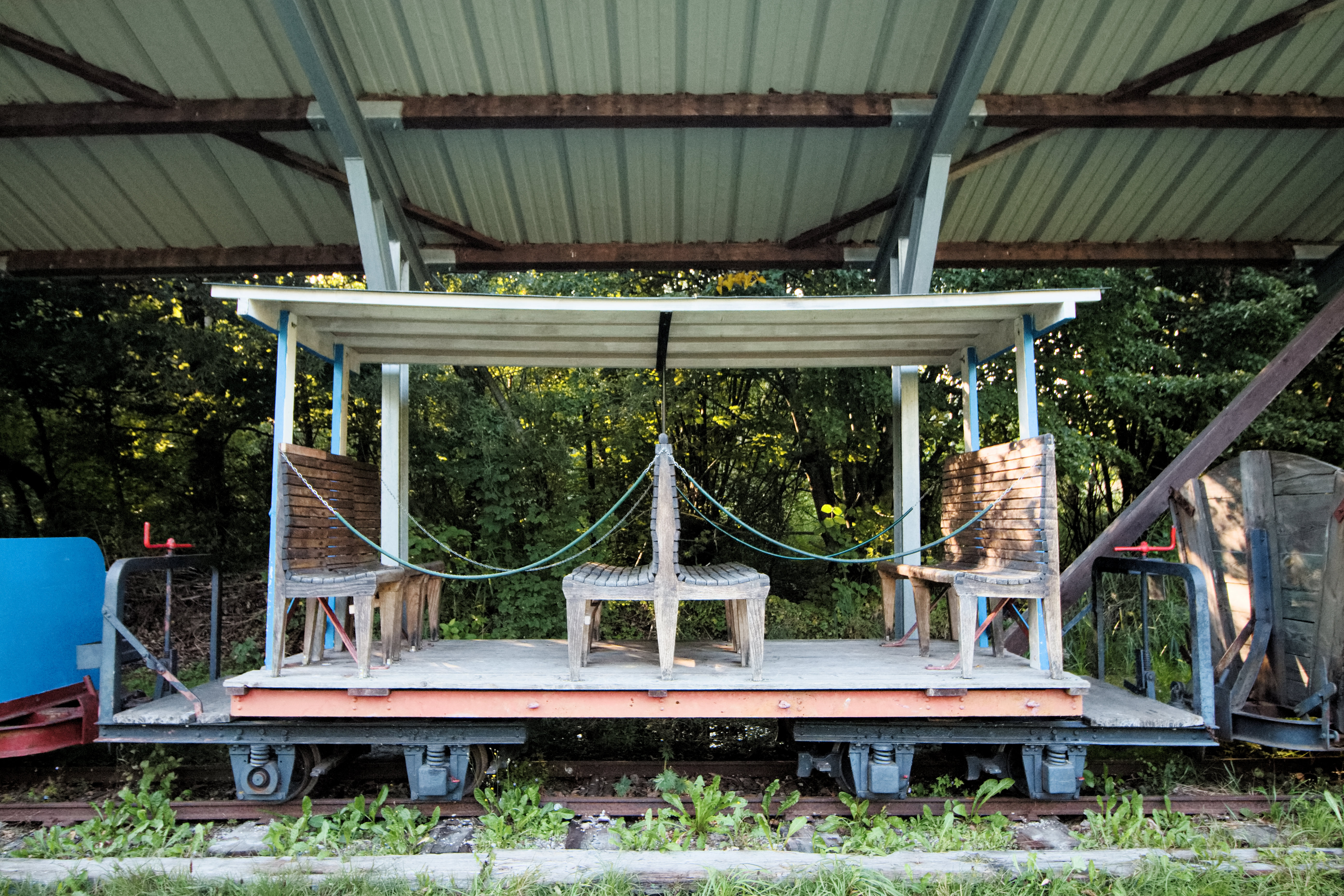
Im Bürmooser Moor ausgestellter Personentransportwagen
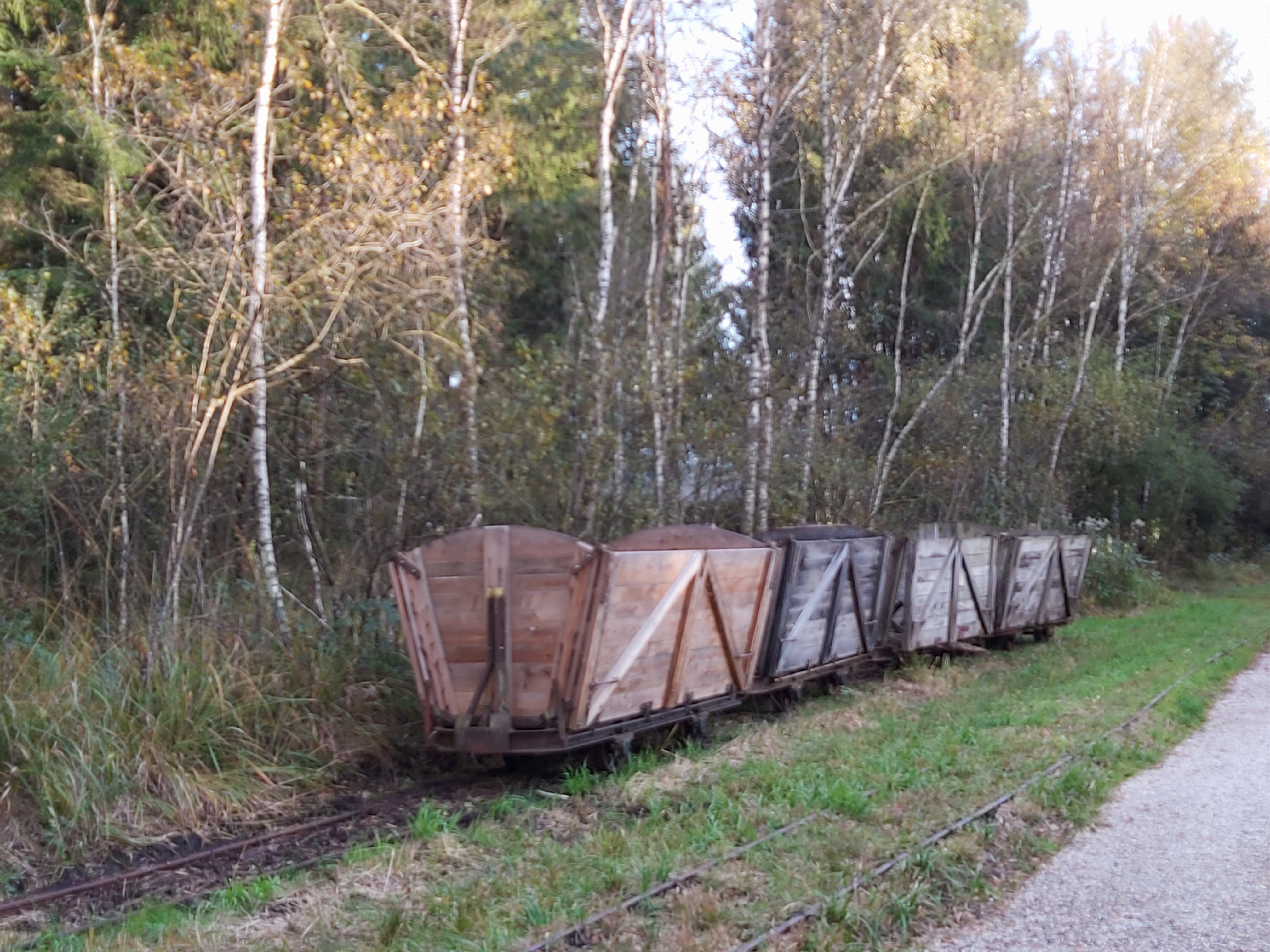
Im Weidmoos ausgestellte Torfloren

## Trivia
Der Verein Geschichte Bürmoos, der das örtliche Torf-Glas-Ziegel-Museum betreibt und sich auch der Überlieferung der Bahn annimmt, kreierte als Maskottchen zwei auch im Wappen der Gemeinde abgebildete Hausgänse, von denen eine den Namen der vollständig verschrotteten Lokomotive Olga trägt.